# Tour della nazionale maschile di rugby a 15 del Sudafrica 2007
Tra le due edizioni della Coppa del Mondo 2003 e 2007 la nazionale sudafricana  di "Rugby Union", si è recata varie volte in tour, anche con le rappresentative minori.

## Tour in preparazione alla Coppa del Mondo
Gli Springboks, si preparano prima con un test con la Namibia (primo ufficiale della storia), quindi con due test in Irlanda (con una selezione provinciale) ed in Scozia contro la nazionale maggiore, regolata con 3 mete in 7 minuti
| Città del Capo 15 agosto 2007 | Sudafrica | 105 – 13 | Namibia | Newland Stadium |

| Galway 21 agosto 2007 | Connacht Rugby | 3 – 18 | Sudafrica XV | Sport Grounds |

| Edimburgo 25 agosto 2007 | Scozia | 3 – 27 | Sudafrica | Murrayfield |

## 2007 Tour dei Campioni del Mondo
Per festeggiare la vittoria nella coppa del Mondo, il Sudafrica si reca in Gran Bretagna. Superato il Galles, cede però clamorosamente ai Barbarians.
| Cardiff 24 novembre 2007 | Galles | 25 – 30 | Sudafrica | (Millennium Stadium) |

| Londra 1º dicembre 2007 | Barbarians | 22 – 5 | Sudafrica XV | (Twickenham) |